# Cmentarz na Piotrówce w Radomiu

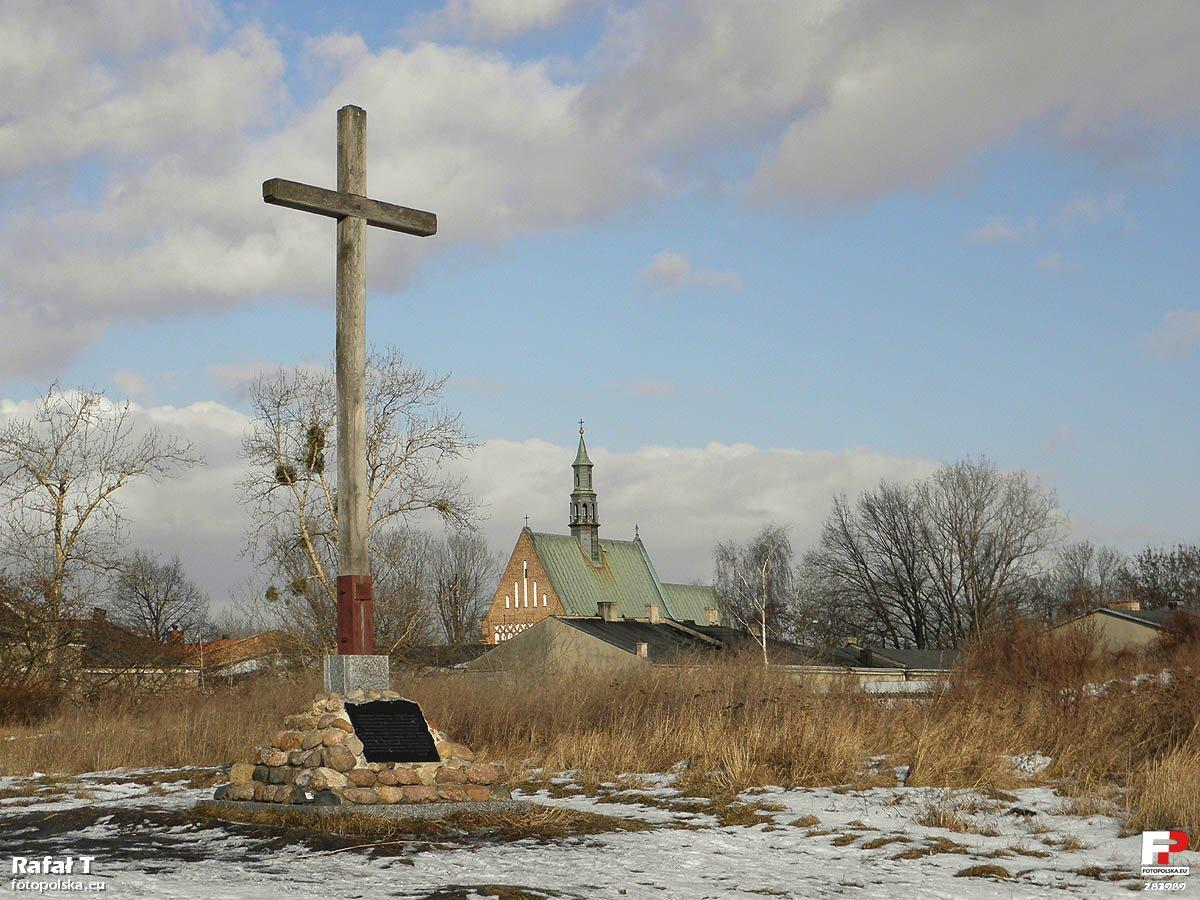
Krzyż na Piotrówce upamiętniający istnienie cmentarza.

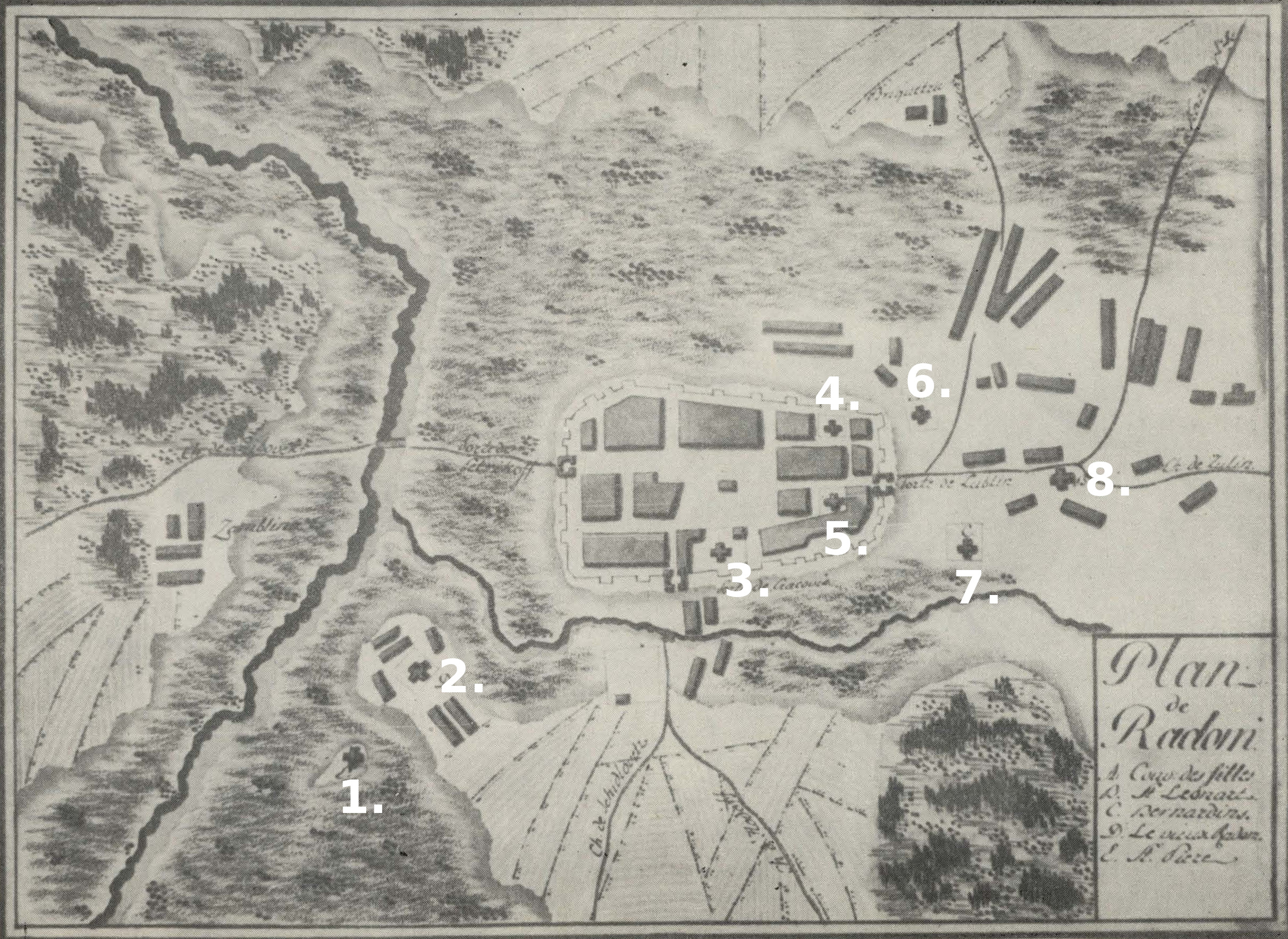
1. Piotrówka z kościołem św. Piotra na mapie Radomia z XVIII w.

Cmentarz na Piotrówce w Radomiu – cmentarz miejski istniejący w Radomiu na przełomie XVIII i XIX wieku na terenie grodziska Piotrówka.
W opracowaniach można spotkać różne daty założenia cmentarza. Dawniejsze opracowania umieszczały datę powstania nekropolii w roku 1792 (a nawet w 1790), wiążąc jego założenie z uniwersałem Komisji Policji Obojga Narodów z lutego 1792, zatytułowanym „Uniwersał do Miast Wolnych względem cmentarzy i szlachtuzów”, co czyniłoby ten cmentarz jednym ze starszych cmentarzy komunalnych w Polsce. Jednak najstarsze wzmianki o pochówkach pochodzą z początku 1795, więc za datę otwarcia cmentarza można uznać rok 1795. Obiekt ten od początku pełnił funkcję cmentarza miejskiego, obsługując obie ówczesne radomskie parafie. Po otwarciu cmentarza stary kościół św. Piotra, znajdujący się na terenie grodziska, zaczął spełniać funkcję kostnicy.
Cmentarz funkcjonował  do 1812 – w tym roku otworzono cmentarz przy ul. Limanowskiego, zaś w sierpniu odnotowano ostatni pochówek na Piotrówce. Powodem likwidacji cmentarza na Piotrówce było prawdopodobnie przepełnienie i niemożność poszerzenia nekropolii o sąsiednie łąki z powodu częstego ich zalewania przez rzekę Mleczną. Według inwentarza parafii z 1823 opuszczony cmentarz nie był ogrodzony, zaś o sakralnym charakterze miejsca świadczył postawiony krzyż.
Pełna liczba pochówków na cmentarzu nie jest znana. Dane z lat 1795–1797 informują, że z parafii św. Wacława dokonano na Piotrówce 156 pochówków, zaś z parafii św. Jana Chrzciciela – 50 pochówków. Według innego opracowania metryki parafialne z tych lat informują o 194 pochowanych osobach. Metryki parafii św. Jana Chrzciciela z lat 1797–1811 informują o 872 osobach pochowanych na Piotrówce. Księgi parafii św. Wacława z tych lat nie zachowały się, jednak, biorąc pod uwagę średnią liczbę zgonów z innych lat, liczbę zmarłych w parafii św. Wacława w latach 1797–1811 można szacować na około 900 osób. Od kwietnia 1811 do sierpnia 1812 prowadzono wspólną księgę zmarłych dla obu radomskich parafii, w której odnotowano 395 pogrzebów. Ogólnie liczbę pochowanych w czasie istnienia cmentarza można szacować na około 2300 osób. W trakcie badań archeologicznych w latach 2010–2013 odkryto 323 groby.
Zmarli chowani byli zasadniczo w trumnach drewnianych, odkryto jednak również pochówki bezpośrednio do jam grobowych. Jedna z pochowanych osób była prawdopodobnie poddana sekcji zwłok.
Pochówki cmentarne uszkodziły i utrudniły badanie wcześniejszych, średniowiecznych warstw osadniczych na grodzisku. Jednak materiał biologiczny pobrany na cmentarzu w trakcie wykopalisk w latach 60. XX w. i późniejszych poddawany jest badaniom umożliwiającym stworzenie kompleksowej charakterystyki biologicznej populacji zamieszkującej Radom na przełomie XVIII i XIX wieku.